# Paperino nel tempo che fu
Paperino nel tempo che fu (In Old California!) è una storia a fumetti di Carl Barks, pubblicata per la prima volta su Four Color n. 328 del maggio 1951. La trama è ispirata al romanzo Ramona di Helen Hunt Jackson del 1884.

## Trama
Paperino e i suoi tre nipoti sono in vacanza in California, diretti a Los Angeles. Percorrono una stradina stretta che sembra deserta e discutono della storia della California durante il viaggio. Paperino sostiene che la svolta nella storia della California sia stata la corsa all'oro californiana. Mentre parla con passione di questo argomento, Paperino viene momentaneamente distratto e l'auto si schianta contro una roccia a lato della strada.
Quando Paperino e i suoi tre nipoti riprendono conoscenza, scoprono di essere ospiti di una tribù locale di nativi americani. La tribù si offre gentilmente di aiutare i quattro a riprendersi. Ai paperi esausti viene offerto da bere e si addormentano. Al risveglio, si ritrovano nell'Alta California, nel 1848. Riescono rapidamente a fare amicizia con una famiglia locale di Californio di lingua spagnola, proprietaria di un ranch, insieme ai lavoratori dell'allevamento. Come ospiti, Paperino e i suoi nipoti osservano la vita della famiglia e, inoltre, cercano di aiutarli a risolvere i problemi familiari. Visitano San Francisco e acquistano terreni a basso costo, ma presto vengono truffati dai coloni americani. In seguito, i paperi vengono coinvolti nella corsa all'oro e, come cercatori d'oro, si alleano con un amico del ranch. I paperi scavano, mentre i pugni e le pistole del loro compagno si assicurano che nessuno li derubi del loro oro.
Dopo la partenza dell'amico, i paperi iniziano a sperimentare uno strano sbiadimento del loro ambiente. Sembra loro che tutte le loro conoscenze di quell'epoca siano ormai solo lontani ricordi. È a questo punto che la famiglia riprende finalmente conoscenza per scoprire la verità. Sono stati in coma in un letto d'ospedale per settimane. La bevanda che avevano ingerito li aveva tenuti addormentati per così tanto tempo. I paperi hanno tutti lo stesso ricordo delle loro apparenti esperienze di viaggio nel tempo. Nonostante ciò, credono di essere completamente guariti, prendono possesso della loro auto (che è stata completamente riparata) e proseguono il loro viaggio come se nulla fosse accaduto. Tuttavia, fanno prima una sosta in una vecchia casa abbandonata dove avevano soggiornato come visitatori nel 1848. Ammettono di non sapere se era tutto un sogno o se hanno realmente vissuto gli eventi che ricordano del 1848, ma nonostante ciò scelgono di conservare il ricordo della vecchia California.

## Edizioni
Paperino nel tempo che fu venne pubblicata per la prima volta negli Stati Uniti su Four Color n. 328 del maggio 1951, e ristampata varie volte a partire dagli anni ottanta. Fu pubblicata anche in diverse nazioni europee oltre che in Australia, Brasile, Cile, Cina, Colombia, Indonesia e Messico. In Italia fu pubblicata, divisa in due parti, nei numeri 31 e 32 di Topolino del 10 e 25 agosto 1951. Dopo alcune ristampe su altre collane, nel marzo 1992 la storia fu pubblicata nel n. 30 di Zio Paperone in un'edizione ritradotta e ricolorata, utilizzata anche per la maggior parte delle successive ristampe.

## Accoglienza
Michael Barrier definisce la storia "dolce e nostalgica in un modo in cui le sue storie [di Barks] non sono quasi mai state, ma con colpi di scena comici". Lo stesso Barks affermò che fosse tra le sue storie che gli piacevano di più per il valore sentimentale. Thomas Andrae scrive che "per dare alla sua storia una risonanza storica, Barks prestò grande attenzione a rappresentare accuratamente i punti di riferimento della California del 1850, dal piccolo insediamento di Los Angeles e Sutter's Fort ai costumi caratteristici dei californiani e all'equipaggiamento da cowboy. Tuttavia, Barks romanticizzò la storia complessiva del periodo per adattarla alla sua idea di paradiso agrario".